# Uwe Eplinius
Uwe Eplinius (* 7. September 1958) ist ein ehemaliger deutscher Fußballspieler.

## Laufbahn
Er spielte als Jugendlicher für den FTSV Komet Blankenese, den Altonaer FC von 1893, trainierte zeitweise beim FC St. Pauli mit, ehe er zum SC Concordia Hamburg ging. In der Runde 1978/79 spielte er mit den Rot-Schwarzen vom Stadion Marienthal in der Amateur-Oberliga Nord und wurde am 8. November 1978 erstmals beim Länderspiel in Den Haag gegen die Niederlande in die Amateurnationalmannschaft berufen. Bis Rundenende kamen noch drei weitere Berufungen durch den verantwortlichen DFB-Trainer Erich Ribbeck hinzu. Der DFB war von dem Modell der „Olympia-Amateure“ aus der Bundesliga abgerückt und bestückte die Amateurnationalmannschaft in erster Linie aus den Amateuroberligen. Seine Leistungen weckten das Interesse von Bundesligavereinen (Hamburger SV, Borussia Dortmund, Borussia Mönchengladbach, VfB Stuttgart), zum Wechsel in die höchste deutsche Spielklasse kam es aber nicht. In dieser Zeit durchlief Eplinius eine Lehre zum Groß- und Außenhandelskaufmann. DFB-Trainer Ribbeck brachte in der Saison 1978/79 ins Gespräch, Eplinius als Trainingsspieler bei den Profis des Hamburger SV neben seinen Einheiten beim SC Concordia eine zusätzliche Förderungsmöglichkeit zu verschaffen, was der damalige HSV-Trainer Branko Zebec an die Bedingung knüpfte, dass Eplinius dann auch bei den HSV-Amateuren spielen müsse, was dieser ablehnte.
Zur Saison 1979/80 wechselte der 1,78 m große Mittelfeldspieler zur SpVgg Erkenschwick und gewann mit der Mannschaft vom Stimbergstadion vor dem 1. FC Paderborn die Meisterschaft in der Fußball-Oberliga Westfalen und stieg damit in die 2. Fußball-Bundesliga Nord auf. Mit dem letzten Spiel der Amateurnationalmannschaft – das 154. Länderspiel – am 14. November 1979 in Baunatal gegen Norwegen, war für ihn nach sieben Einsätzen – davon drei in seiner Zeit in Erkenschwick – dieser Abschnitt seiner fußballerischen Laufbahn beendet.
Am 6. August 1980 beim Spiel der Erkenschwicker bei Alemannia Aachen debütierte Eplinius in der 2. Bundesliga. Er absolvierte an der Seite des Routiniers Hans-Jürgen Wittkamp 38 Ligaspiele und erzielte für die Mannschaft von Trainer Klaus Quinkert ein Tor. Nach dem Abstieg der Erkenschwicker schloss er sich 1981/82 Hessen Kassel an und spielte damit weiter Fußball in der 2. Liga. Ergänzend ließ er sich in Kassel zum Physiotherapeuten ausbilden.
Im ersten Jahr belegte er mit den Nordhessen vom Auestadion und Trainer Rudi Kröner den achten Tabellenplatz. An der Seite der Mitspieler Gerd Grau, Heinz Traser, Hans Wulf und Klaus Zaczyk absolvierte er 30 Spiele und erzielte zwei Tore. In den nächsten drei Runden – 1982/83 bis 1984/85 – erreichte er mit Kassel jeweils den vierten Tabellenrang. Einmal (1982/83) mit Trainer Friedhelm Konietzka und die beiden folgenden Runden mit Trainer Jörg Berger. Die Platzierung in der Serie 1984/85 war für Verein, Trainer, Mannschaft und Anhänger besonders bitter. Eplinius hatte 34 Spiele absolviert und zwei Tore erzielt und stand nach dem vorletzten Spieltag (37.), nach dem 2:2-Heimremis gegen Hannover 96 vor 23.000 Zuschauern, mit 49:25 Punkten auf dem ersten Platz. Am 9. Juni 1985, dem letzten Spieltag der Runde, verlor Kassel mit 0:2 Toren beim 1. FC Nürnberg und fiel punktgleich mit dem Dritten 1. FC Saarbrücken auf den vierten Rang zurück. Nürnberg und Hannover stiegen direkt in die Bundesliga auf und die Saarländer setzten sich in der Relegation gegen Arminia Bielefeld durch und erreichten damit auch die Fußball-Bundesliga.
Sein letztes Zweitligaspiel absolvierte der Ex-Hamburger am 14. Juni 1987 beim Heimspiel gegen Arminia Bielefeld. Sportlich nicht zu kompensierende Spielerabgänge und ein Trainer-Karussell mit abwechselnd vier Verantwortlichen – Rudi Kröner, Elmar Müller, Werner Biskup, Holger Brück – führten 1986/87 den KSV Hessen Kassel in den Abstieg.
Insgesamt kam Eplinius von 1980 bis 1987 auf 239 Spiele in der 2. Liga und erzielte dabei 12 Tore. 1987 wechselte er zum Altonaer FC von 1893 (Oberliga) zurück und wurde in der Folge auch in Hamburgs Amateurauswahl berufen. 1991 wechselte er zum Barsbütteler SV.
Nach seiner aktiven Zeit wurde er als Physiotherapeut mit eigener Praxis in Hamburg-Eimsbüttel tätig. Er betreute zeitweise die Profimannschaft des FC St. Pauli. Angebote, als Physiotherapeut zum VfL Wolfsburg und zu Hertha BSC zu gehen, lehnte Eplinius ab, weil er Hamburg nicht verlassen wollte. Er war von 2004 bis 2011 Chef-Physiotherapeut des Hamburger SV.